# Common
Лонни Рашид Линн (англ. Lonnie Rashid Lynn; род. 13 марта 1972), известный как Common (рус. Коммон) — актёр и рэп-исполнитель.
Common дебютировал в 1992 году с альбомом Can I Borrow a Dollar?, благодаря которому получил признание множества андеграундных рэперов в конце 90-х, после чего он присоединился к Soulquarians. Второй альбом Like Water for Chocolate получил хорошие отзывы критиков и коммерческий успех. Обладатель двух премий Грэмми. Также активно снимается в кино. Среди фильмов, снятых при его участии: «Особо опасен», «Отряд самоубийц», «Сельма», «Иллюзия обмана», «Джон Уик 2» и «Три секунды». Common — лауреат премии Оскар как соавтор песни «Glory», написанной для фильма «Сельма».

## Ранние годы
Родился в Чикаго. Родители развелись, когда ему было шесть лет, после чего его отец уехал в Денвер.
Common учился во Флоридском университете A&M в течение двух лет в рамках стипендии и специализировался на бизнесе. Дебютировал в 1992 году с синглом «Take It EZ», а затем с альбомом «Can I Borrow a Dollar?».

## Музыкальная карьера
С 1994 года после выпуска альбома «Resurrection». Альбом продавался довольно хорошо и в то время, получил положительные отзывы среди поклонников альтернативного рэпа.

### Вражда с Westside Connection
Песня «I Used To Love Her» спровоцировала вражду с исполнителями хип-хопа западного побережья Westside Connection. Слова песни критиковали пути хип-хопа. Westside Connection первыми ответили песней в 1995 году Westside Slaughterhouse, с песней «Used to love H.E.R. mad cause I fucked her». Westside Connection записали треки, оскорбляющие рэперов Восточного побережья. Common и Westside Connection продолжали оскорблять друг друга пока встреча с Луи Фарраханом не решила все разногласия.

### One Day It’ll All Make Sense
Первоначально выход альбома был запланирован на октябрь 1996 года. Но Common выпустил свой третий альбом «One Day It’ll All Make Sense», только в сентябре 1997 года. Альбом включал сотрудничество с такими артистами, как Lauryn Hill, De La Soul, Q-Tip, Canibus, Black Thought, Chantay Savage и Questlove — будущие соратницы Soulquarians.

### Эра Soulquarians
После Common подписал крупную сделку с лейблом MCA Records и переехал из Чикаго в Нью-Йорк в 1999 году. Он начал выступать с новым коллективом музыкантов и артистов — это были Soulquarians
В 2000 году был выпущен четвёртый альбом, «Like Water for Chocolate». Альбом был прорывом для Common’а и получил платиновый статус.
Наиболее популярный сингл с альбома «The Light» был номинирован на Грэмми.

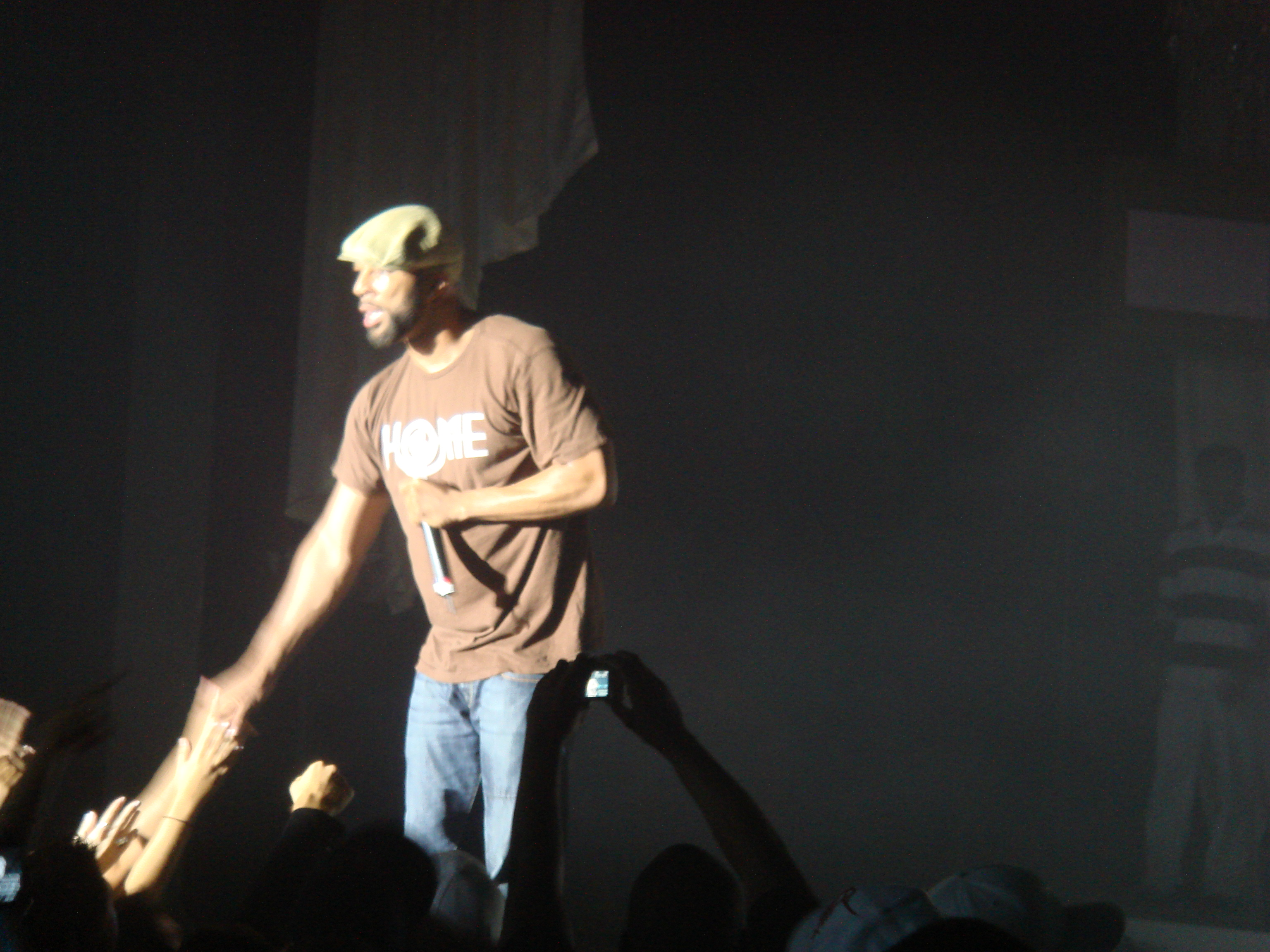
Common в Нью-Йорке.

### Electric Circus(2002)
Следующий альбом рэпера, «Electric Circus», был выпущен в декабре 2002 года. Это признаки экспериментальной работы с Soulquarians. Альбом отличался от предыдущих релизов (и от хип-хопа), там присутствовало больше электроники, чем рэпа.

### Эра Good Music
В начале 2004 года Common подписал контракт с Good Music. Альбом «Be» был выпущен в мае 2005 года, и продавался очень хорошо, чему способствовало участие Канье Уэстa и синглов «The Corner», и «Go!». Be разошёлся свыше 800000 копий. Альбом также был номинирован на четыре премии «Грэмми» в 2006 году.

### Finding Forever (2007)

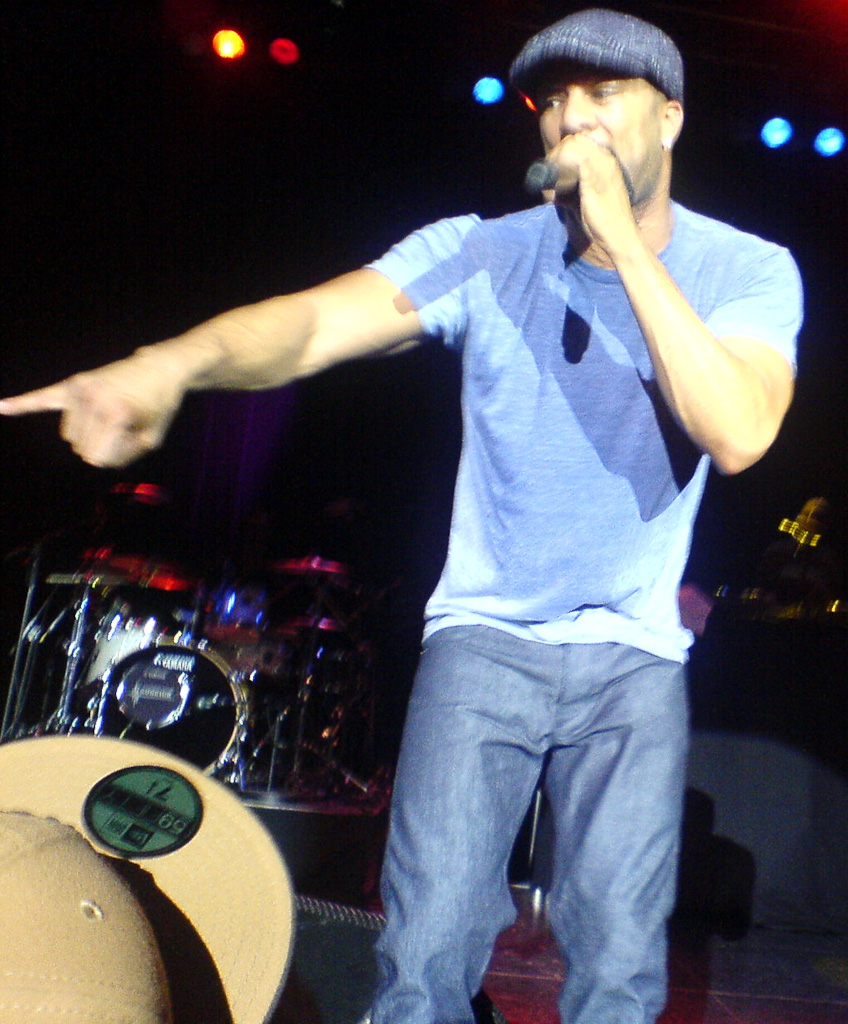
Common в Копенгагене, Дания декабрь 2007.

Седьмой альбом Common’a под названием «Finding Forever» был выпущен 31 июля 2007 года. Рэпер продолжил свою работу с Канье Уэстом, а также с другими музыкантами, такими как Will.i.am, Devo Springsteen, Деррик Ходж и Karriem Riggins. Первым синглом с альбома был «The People». 31 июля 2007 Common провёл бесплатный концерт в Санта-Монике.

### Universal Mind Control (2008)
Восьмой альбом Common’a первоначально был запланирован на 24 июня 2008 года под названием «Invincible Summer», но он объявил на одном из концертов, что изменит название альбома на «Universal Mind Control». Дата релиза была отброшена назад на 30 сентября 2008 года по причине съёмок в фильме «Особо опасен». Далее дата релиза была назначена на 11 ноября 2008, но опять же она была перенесена на 9 декабря 2008.
Первый сингл под названием «Universal Mind Control», был официально выпущен 1 июля 2008 года через ITunes Store в США. В альбоме принимал участие Фаррел Уильямс, продюсер Common’а. Видео на песню «Universal Mind Control» было снято в сентябре.

### Let Love (2019)
Common выпустил свой 12-й студийный альбом Let Love, вдохновленный его мемуарами Let Love Have The Last Word.
LP является его первым сольным релизом после Black America Again 2016 года и продолжением Greene LP, совместного выпуска с Робертом Гласпером и Karriem Riggins.

## Актёрская деятельность
В 2003 году Common появился в американском комедийном сериале «Подруги». В эпизоде «Take This Poem and Call Me in the Morning» он сыграл Омара, слэм-поэта, который конкурирует с другим поэтом Сивадом (в исполнении Сола Уильямса) за любовь Линн Сирси (в исполнении Персии Уайт). У него также была эпизодическая роль в ситкоме UPN «Один на один», где он играл преподавателя театрального класса по имени Дарий. Также рэпера можно было увидеть на шоу ABC «Клиника».
В 2006 году вместе с Райаном Рейнольдсом, Джереми Пивеном и Алишей Киз Common попал в каст криминального боевика «Козырные тузы», дебютировав на большом экране в роли злодея Айви. В 2007-м году в компании Дензела Вашингтона, Рассела Кроу и Джоша Бролина Common сыграл в фильме «Гангстер», режиссёром которого был Ридли Скотт. 20 января того же года рэпера можно было увидеть в скетче «Saturday Night Live», а также в клипе Алиши Киз на песню «Like You’ll Never See Me Again», в котором Common исполнил роль парня певицы.
В 2008 году в мировой прокат вышел боевик Тимура Бекмамбетова «Особо опасен» с Джеймсом Макэвоем, Морганом Фрименом, Анджелиной Джоли и Константином Хабенским. Фильм был снят по одноименному комиксу Марка Миллара. Common сыграл в нём Оружейника. В том же году рэпер исполнил роль Коутса в криминальном триллере «Короли улиц», в создании которого также были задействованы Киану Ривз, Форест Уитакер, Хью Лори, Крис Эванс и Наоми Харрис.
В фантастическом боевике МакДжи «Терминатор: Да придёт спаситель» (2009) рэперу досталась роль Барнса, а в комедии Шона Леви «Безумное свидание» (2010), где его коллегами стали Стив Карелл и Тина Фей, — Коллинса. В мелодраме «Просто Райт» того же года Common сыграл баскетболиста, влюбившегося в физиотерапевта в исполнении Куин Латифы.
Известно, что Common прошёл кастинг на роль Джона Стюарта / Зелёного Фонаря в фильме «Justice League: Mortal», съемки которого были отменены.
Он был частью актёрского ансамбля сериала «Ад на колёсах» как один из главных героев, Элам Фергюсон, недавно освобожденный раб, пытающийся найти свое место в мире. В 2013 году Common сыграл роль агента ФБР Эванса в фильме «Иллюзия обмана», в котором также снялись Джесси Айзенберг, Марк Руффало, Вуди Харрельсон и Дэйв Франко. В фильме Авы Дюверней «Сельма» (2014) Common исполнил роль лидера движения «За гражданские права» Джеймса Бевела. Кроме того, рэпер является соавтором песни «Glory», написанной для фильма, за что в 2015 году был награждён премией «Оскар».
В фильме «Ночной беглец» (2015) c Лиамом Нисоном Common сыграл киллера, а в супергеройском боевике «Отряд самоубийц», выпущенном год спустя, рэперу досталась роль Монстра Т. Его коллегами по съемочной площадке «Отряда» стали Марго Робби, Уилл Смит, Юэль Киннаман, Виола Дэвис, Кара Делевинь и др. Также, в декабре 2015 года Common появился в шоу NBC «The Wiz Live!» в роли охранника Изумрудного города.
Common снялся в фильме «Парикмахерская 3» вместе с бывшим конкурентом Айс Кьюбом, а в феврале 2017 года в компании Киану Ривза появился в роли профессионального киллера / телохранителя Кассиана в боевике «Джон Уик 2». Также, актёра можно было увидеть в мелодраме «Всё о Нине», мировая премьера которой состоялась на кинофестивале Трайбека в 2018 году. Среди других картин с участием рэпера, выходивших в тот период: «Хантер Киллер», «8 подруг Оушена», «Чужая ненависть» и «Три секунды».
В 2020 году состоится мировая премьера фильма «Агент Ева», в котором, помимо Коммона, сыграли Джессика Честейн, Колин Фаррелл и Джон Малкович.

## Личная жизнь
У Common’a есть дочь — Омоэ Ассата Линн (род. 1997).

## Бизнес

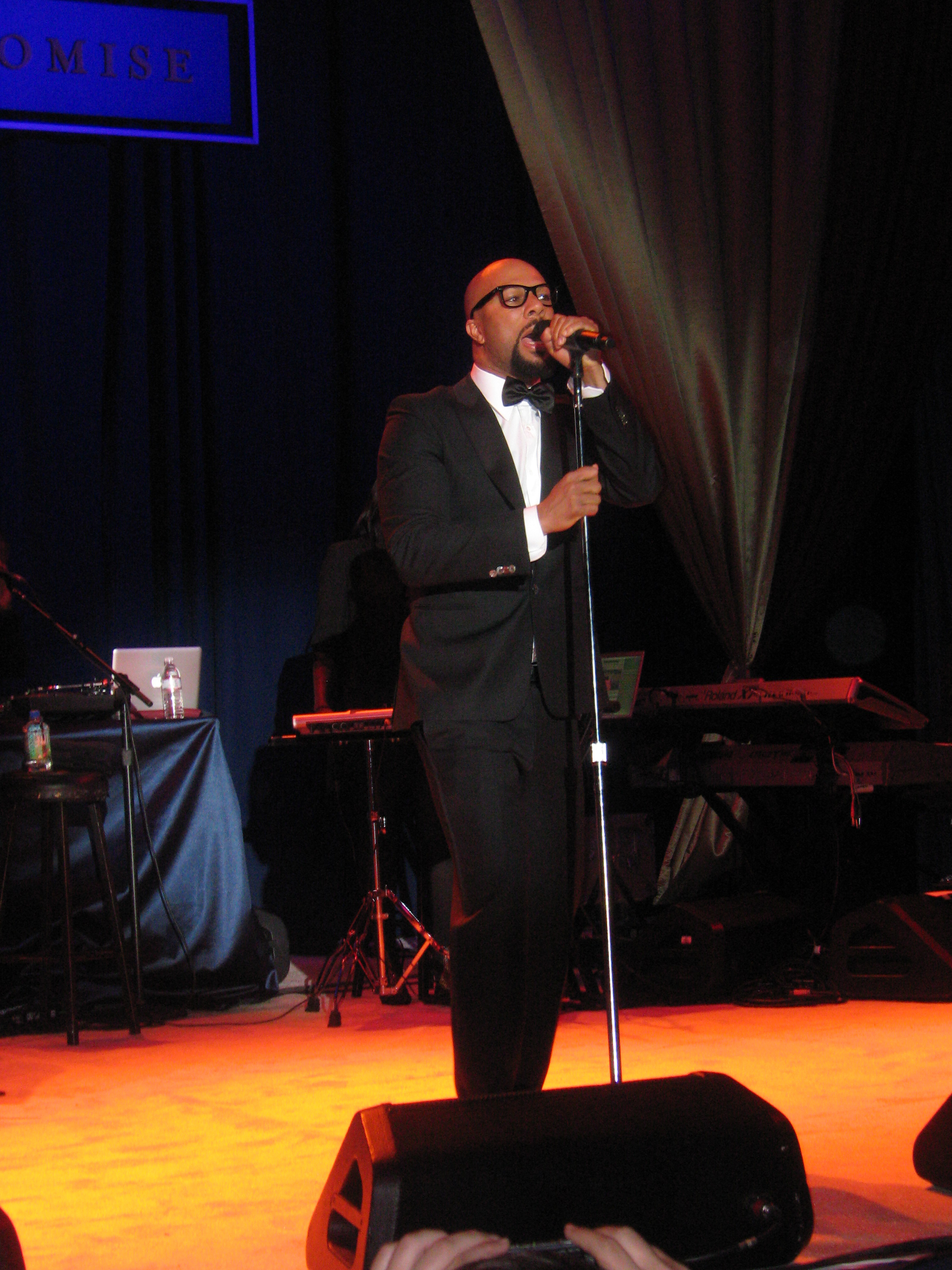
Common на церемонии инаугурации Барака Обамы 20 января 2009 года

В 2008 году доход Commona составил 12 миллионов долларов, что подняло его на уровень таких исполнителей как Eminem и Akon. Common вошёл в список 13-ти самых кассовых хип-хоп исполнителей.

## Активизм
Common — пескетарианец, в прошлом — веган. Является сторонником прав животных и PETA. Недавно он появился в печатной рекламе для PETA под названием «Подумайте, прежде чем съесть».

## Дискография
| Год  | Альбом                       | Лейбл                               | Примечание |
| ---- | ---------------------------- | ----------------------------------- | ---------- |
| 1992 | Can I Borrow a Dollar?       | Relativity Records                  |            |
| 1994 | Resurrection                 | Relativity Records                  |            |
| 1997 | One Day It'll All Make Sense | Relativity Records                  |            |
| 2000 | Like Water for Chocolate     | MCA Records Universal Records       |            |
| 2002 | Electric Circus              | MCA Records Universal Records       |            |
| 2005 | Be                           | G.O.O.D. Geffen Imani Entertainment |            |
| 2007 | Finding Forever              | G.O.O.D. Geffen Imani Entertainment |            |
| 2008 | Universal Mind Control       | G.O.O.D. Geffen Imani Entertainment |            |
| 2011 | The Believer                 |                                     |            |

## Фильмография
| Год     | Фильм                                 | Играет                        | Примечание                      |
| ------- | ------------------------------------- | ----------------------------- | ------------------------------- |
| 2002    | Тёмный сахар                          | играет самого себя            |                                 |
| 2006    | Блок Пати                             | играет самого себя            |                                 |
| 2007    | Козырные тузы                         | сэр Айви                      |                                 |
| 2007    | Гангстер                              | Тёрнер Лукас                  |                                 |
| 2008    | Короли улиц                           | Коутс                         |                                 |
| 2008    | Особо опасен                          | оружейник                     |                                 |
| 2009    | Wanted: Weapons of Fate               | Брумель                       | озвучка компьютерного персонажа |
| 2009    | Терминатор: Да придёт спаситель       | Барнс                         |                                 |
| 2010    | Безумное свидание                     | Коллинс                       |                                 |
| 2010    | Просто Райт                           | Скотт Макнайт                 |                                 |
| 2010    | Bouncing Cats                         | играет самого себя            | Документальный фильм            |
| 2011    | Делай ноги 2                          | Сеймур                        | озвучка                         |
| 2011    | Старый Новый год                      | Солдат («Больничная история») | камео                           |
| 2011-14 | Ад на колёсах                         | Илам Фергюсон                 |                                 |
| 2012    | Урок от дяди Винсента                 | Винсент                       |                                 |
| 2012    | Странная жизнь Тимоти Грина           | Тренер Кэл                    |                                 |
| 2013    | Муви 43                               | Боб Моун                      |                                 |
| 2013    | Иллюзия обмана                        | Эванс                         |                                 |
| 2013    | Пешка                                 | Офицер Джефф Портер           |                                 |
| 2014    | X/Y                                   | Джейсон                       |                                 |
| 2014    | Каждая секретная вещь                 | Девлин Хэтч                   |                                 |
| 2014    | Сельма                                | Джеймс Бевел                  |                                 |
| 2015    | Ночной беглец                         | мистер Прайс                  |                                 |
| 2015    | Единство                              | Рассказчик                    | Документальный фильм            |
| 2015    | Быть Чарли                            | Трэвис                        |                                 |
| 2016    | Отряд самоубийц                       | Монстр Т                      |                                 |
| 2016    | Парикмахерская 3                      | Рашад                         |                                 |
| 2017    | Джон Уик 2                            | Кассиан                       |                                 |
| 2017    | Происшествие монументального масштаба | Дэниел Кроуфорд               |                                 |
| 2017    | Любовь сбивает с рифмы                | Колтрейн                      |                                 |
| 2017    | Меган Ливи                            | ганнер-сержант Мартин         |                                 |
| 2017    | Улетные девочки                       | играет самого себя            |                                 |
| 2018    | Рассказ                               | Мартин                        |                                 |
| 2018    | Лучший день моей жизни                | Бен                           |                                 |
| 2018    | Всё о Нине                            | Рейф                          |                                 |
| 2018    | Чужая ненависть                       | дядя Старр                    |                                 |
| 2018    | Святая Джуди                          | Бенджамин Адебайо             |                                 |
| 2018    | Смолфут                               | йети Каменный Хранитель       | озвучка                         |
| 2018    | Охотник-убийца                        | адмирал ВМС США Фиск          |                                 |
| 2019    | Адская кухня                          | Гэри Сильверс                 |                                 |
| 2019    | Три секунды                           | Грэнс                         |                                 |
| 2020    | Агент Ева                             | Майкл                         |                                 |
| 2022    | Элис                                  | Фрэнк                         |                                 |
| 2023    | Укрытие                               | Симс                          | телесериал                      |
| 2024    | Дыши!                                 | Дариус                        |                                 |

## Награды и номинации
| Награда                | Год                      | Тип                                                     | Песня или альбом                                      | Примечание  |
| ---------------------- | ------------------------ | ------------------------------------------------------- | ----------------------------------------------------- | ----------- |
| BET Awards             | 2003                     | Video of the Year                                       | «Love of My Life (An Ode to Hip-Hop)»                 | Победил     |
| BET Awards             | 2003                     | Viewer’s Choice                                         | «Love of My Life (An Ode to Hip-Hop)»                 | Номинирован |
| BET Awards             | 2003                     | Best Collaboration                                      | «Love of My Life (An Ode to Hip-Hop)»                 | Номинирован |
| BET Awards             | 2006                     | Best Male Hip-Hop Artist                                |                                                       | Номинирован |
| BET Hip Hop Awards     | 2006                     | Element Award — Lyricist of the Year                    |                                                       | Победил     |
| BET Hip Hop Awards     | 2006                     | Hip-Hop Video of the Year                               | «Testify»                                             | Номинирован |
| BET Hip Hop Awards     | 2007                     | Lyricist of the Year                                    |                                                       | Победил     |
| BET Hip Hop Awards     | 2007                     | CD of the Year                                          | Finding Forever                                       | Победил     |
| BET Hip Hop Awards     | 2007                     | Best Hip Hop Video                                      | «The People»                                          | Номинирован |
| BET Hip Hop Awards     | 2007                     | Best Live Performance                                   |                                                       | Номинирован |
| BET Hip Hop Awards     | 2007                     | MVP Of The Year                                         |                                                       | Номинирован |
| Black Reel Awards      | 2003                     | Best Film Song                                          | «Love of My Life (An Ode to Hip-Hop)»                 | Победил     |
| Grammy Awards          | 2001                     | Best Rap Solo Performance                               | «The Light»                                           | Номинирован |
| Grammy Awards          | 2003                     | Best Song Written for a Motion Picture/Television Movie | «Love of My Life (An Ode to Hip-Hop)»                 | Номинирован |
| Grammy Awards          | 2003                     | Best R&B Song                                           | «Love of My Life (An Ode to Hip-Hop)»                 | Победил     |
| Grammy Awards          | 2003                     | Best Urban/Alternative Performance                      | «Love of My Life (An Ode to Hip-Hop)»                 | Номинирован |
| Grammy Awards          | 2006                     | Best Rap/Sung Collaboration                             | «They Say»                                            | Номинирован |
| Grammy Awards          | 2006                     | Best Rap Album                                          | Be                                                    | Номинирован |
| Grammy Awards          | 2006                     | Best Rap Solo Performance                               | Testify                                               | Номинирован |
| Grammy Awards          | 2006                     | Best Rap Performance by a Duo or Group                  | «The Corner»                                          | Номинирован |
| Grammy Awards          | 2008                     | Best Rap Performance by Duo or Group                    | «Southside»                                           | Победил     |
| Grammy Awards          | 2008                     | Best Rap Album                                          | Finding Forever                                       | Номинирован |
| Grammy Awards          | 2008                     | Best Rap Solo Performance                               | «The People»                                          | Номинирован |
| Image Awards           | Outstanding Duo or Group | «Love of My Life (An Ode to Hip-Hop)»                   |                                                       | Номинирован |
| Image Awards           | Outstanding Duo or Group | Outstanding Song                                        | «Love of My Life (An Ode to Hip-Hop)»                 | Номинирован |
| Image Awards           | Outstanding Duo or Group | Outstanding Music Video                                 | «Love of My Life (An Ode to Hip-Hop)»                 | Номинирован |
| Image Awards           | 2006                     | Outstanding Music Video                                 | «Testify»                                             | Номинирован |
| Image Awards           | 2006                     | Outstanding Male Artist                                 | n/a                                                   | Номинирован |
| MTV Video Music Awards | 2001                     | Best Hip-Hop Video                                      | «Geto Heaven Remix T.S.O.I. (The Sound of Illadelph)» | Номинирован |
| MTV Video Music Awards | 2003                     | MTV2 Award                                              | «Come Close»                                          | Номинирован |
| MTV Video Music Awards | 2005                     | Best Hip-Hop Video                                      | «Go»                                                  | Номинирован |
| MTV Video Music Awards | 2006                     | Best Hip-Hop Video                                      | «Testify»                                             | Номинирован |
| Soul Train Awards      | 2006                     | Best R&B/Soul Single by a Duo or Group                  | «Supastar»                                            | Номинирован |
| Soul Train Awards      | 2006                     | Best Music Video                                        | «Testify»                                             | Номинирован |
| Vibe Awards            | 2005                     | Reelest Video                                           | «The Corner»                                          | Номинирован |
| Оскар                  | 2015                     | Лучшая песня к фильму                                   | «Glory»                                               | Победитель  |

## Примечание
1. ↑  Deutsche Nationalbibliothek Record #13507584X // Gemeinsame Normdatei (нем.) — 2012—2016.
2. ↑  Common (rapper) // SNAC (англ.) — 2010.
3. ↑  http://www.bbc.co.uk/music/artists/c0a1179b-b14a-4d68-a3c1-1fdab16ed602
4. ↑  http://www.nytimes.com/2013/12/31/us/philadelphia-monsignor-to-be-released-on-bail.html
5. ↑  Orry, James. Wanted gets Hollywood voice cast. video gamer (6 февраля 2009). Дата обращения: 7 февраля 2009. Архивировано из gamer.com/news/06-02-2009-10578.html оригинала 12 июля 2013 года.